# 章岷
章岷（？—1071年），字伯鎮，建州浦城縣（今属福建）人，遷居丹徒。
宋仁宗天圣五年（1027年）丁卯科进士。任平江军推官。景祐元年（1034年），官睦州（治今浙江建德）从事，任范仲淹的幕僚。慶曆中爲太常丞，以王堯臣等之薦為集賢校理。庆历四年（1044年）十一月，受苏舜钦进奏院祀神案牵连，贬为江州通判。宋英宗治平二年（1065年）知越州（治今浙江绍兴），治平四年（1067年）改知福州。官至两浙转运使、知苏州、光禄寺卿。章岷有政绩，性情刚介。善于写诗，與范仲淹相酬唱。范仲淹称他的诗可压过元稹、白居易。熙寧四年（1071年）四月，致仕，返润州故里。是年十月染疾卒。今录诗六首。
弟章峴、章岵、章嶙。